# ثيودور ليمان
ثيودور ليمان (بالألمانية: Theodor Lehmann)‏ (و. 1824 – 1862 م) هو سياسي، ومحامي ألماني، ولد في رندسبورغ، توفي في كيل، عن عمر يناهز 38 عاماً.